# Yury Yekhanurov
Yuriy Ivanovych Yekhanurov (tiếng Ukraina: Юрій Іванович Єхануров, tiếng Nga: Ю́рий Ива́нович Ехану́ров; sinh ngày 23 tháng 8 năm 1948) là một chính trị gia người Ukraina, từng giữ chức vụ Thủ tướng Ukraina từ năm 2005 đến 2006 và Bộ trưởng Bộ Quốc phòng từ năm 2007 đến năm 2009.

## Chính trị gia

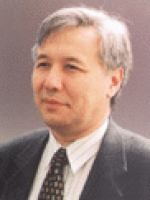
Yekhanurov với tư cách là thành viên của Verkhovna Rada năm 1998

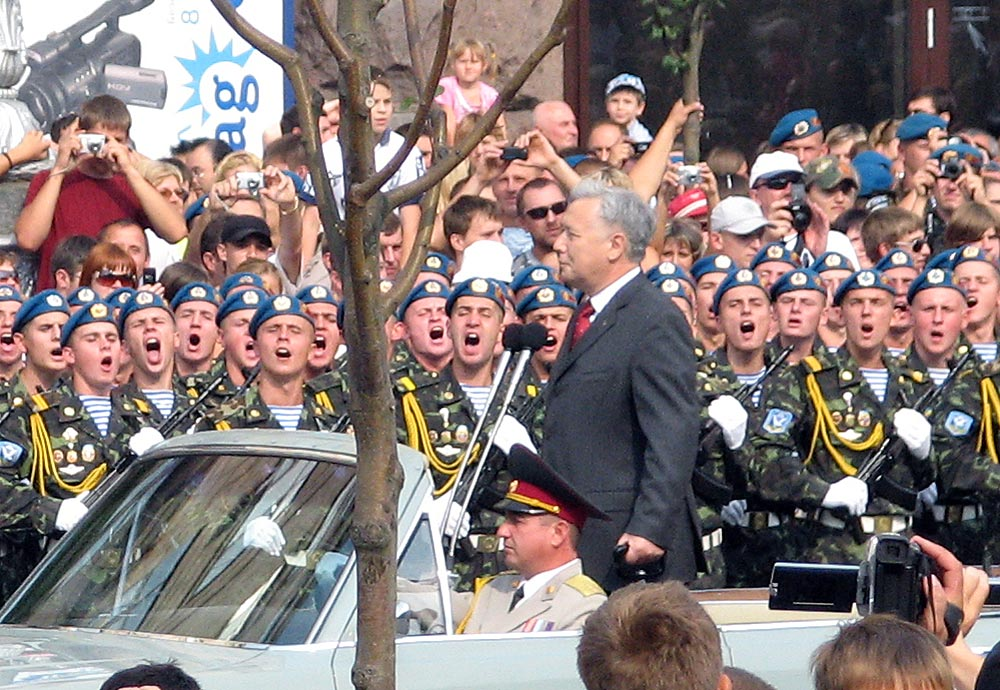
Yury Yekhanurov thị sát quân đội của Lữ đoàn không vận số 95 trên Khreshchatyk ở Kyiv vào ngày Độc lập năm 2008.

Khi Ukraina giành được độc lập vào năm 1991, Yekhanurov bắt đầu làm việc cho chính quyền thành phố Kyiv, giám sát cải cách kinh tế. Ông được bổ nhiệm làm Thứ trưởng Bộ Kinh tế Ukraina vào năm 1993, và sau đó đứng đầu Quỹ Tài sản Nhà nước Ukraina (cơ quan điều phối quá trình tư nhân hóa) từ năm 1994 đến 1997. Yekhanurov cũng từng giữ chức Bộ trưởng Bộ Kinh tế trong nội các của Pavlo Lazarenko trong một thời gian ngắn vào năm 1997. Ông được bầu làm thành viên quốc hội Ukraina, Verkhovna Rada, vào năm 1998.
Khi Viktor Yushchenko được bổ nhiệm làm Thủ tướng Ukraina vào năm 1999, Yekhanurov gia nhập nội các của ông với tư cách là Phó Thủ tướng thứ nhất. Sau khi chính phủ bị lật đổ vào năm 2001, Yekhanurov gia nhập Liên minh Nhân dân Ukraina của Chúng ta của Yushchenko và được bầu lại làm đại biểu quốc hội. Tháng 6 năm 2002, ông được bổ nhiệm làm Trưởng ban Chính sách Nhà nước về Công nghiệp và Doanh nghiệp.
Sau Cách mạng Cam năm 2005, Yekhanurov được bổ nhiệm làm Người đứng đầu Cơ quan Quản lý Nhà nước tỉnh Dnipropetrovsk (tức là thống đốc) vào ngày 1 tháng 4 năm 2005. Ông cũng được bầu làm Trưởng ban Chấp hành Trung ương Đảng Liên minh Nhân dân Ukraina của Chúng ta.

## Thủ tướng
Vào ngày 8 tháng 9 năm 2005, Yekhanurov được Tổng thống Viktor Yushchenko bổ nhiệm làm Quyền Thủ tướng, sau khi Tổng thống sa thải Nội các trước đó của Ukraina. Ông được kế nhiệm bởi Victor Yanukovich vào ngày 4 tháng 8 năm 2006. Việc ứng cử của Yekhanurov đã được tranh cãi gay gắt trong quốc hội, trong đó gay gắt nhất là từ cựu Thủ tướng và đồng minh của Yushchenko là Yulia Tymoshenko. Việc xác nhận của ông yêu cầu hai vòng bỏ phiếu; ở vòng đầu tiên vào ngày 20 tháng 9 năm 2005, Yekhanurov chỉ thiếu ba phiếu trong số 226 phiếu cần thiết để được phê duyệt. Ngày 22 tháng 9 năm 2005, sau các cuộc đàm phán giữa Tổng thống Yushchenko và các nhóm đối lập, ông đã được 289 đại biểu trong tổng số 339 đại biểu có mặt chấp thuận. Phe Đảng Cộng sản Ukraina và Đảng Dân chủ Xã hội Thống nhất Ukraina bỏ phiếu trắng.
Yekhanurov được nhiều người đánh giá là một nhà quản lý giàu kinh nghiệm hơn là một chính trị gia. Giống như Yushchenko, ông là người ủng hộ tự do hóa và tư nhân hóa nền kinh tế, nhưng phản đối việc "tái tư nhân hóa" các công ty đã bán trước đây được cho là đã tư nhân hóa bất hợp pháp dưới sự điều hành của Tổng thống Leonid Kuchma.
Chính phủ Yekhanurov thua cuộc bỏ phiếu bất tín nhiệm vào ngày 10 tháng 1 năm 2006 nhưng vẫn nắm quyền cho đến cuộc bầu cử quốc hội hai tháng sau đó.
Sau khi các đảng chính trị chịu trách nhiệm cho "Cách mạng Cam" ký kết một thỏa thuận liên minh vào ngày 22 tháng 6 năm 2006, sau gần ba tháng đàm phán và bất ổn chính trị, các bên đã đồng ý rằng Yulia Tymoshenko sẽ được phục chức Thủ tướng Ukraina. Cuộc bầu cử Yulia Tymoshenko dự kiến chỉ mang tính hình thức nhưng các thành viên phe đối lập (Đảng các khu vực và Đảng Cộng sản Ukraina) đã phong tỏa quốc hội từ thứ Năm, ngày 29 tháng 6 năm 2006 cho đến thứ Năm, ngày 6 tháng 7 năm 2006 vì họ cảm thấy mình không có đủ ghế trong các ủy ban quốc hội. Yekhanurov cảm thấy hoài nghi về chính phủ mới và ông muốn Đảng Các khu vực trở thành một phần của chính phủ mới. Ông cảm thấy điều đó sẽ tốt hơn cho sự ổn định của Ukraina.

## Khủng hoảng khí đốt năm 2005–2006 và hậu quả
Cuối năm 2005/tháng 1 năm 2006, Nga và Ukraina xảy ra tranh chấp nghiêm trọng về việc nhập khẩu khí đốt. Nga trước đây đã tính giá khí đốt thấp cho Ukraina nhưng quyết định tăng giá để phản ánh giá thị trường, phá vỡ hợp đồng kéo dài đến năm 2010 đã ký trước đó. Sau khi cắt nguồn khí đốt tới Ukraina trong vài ngày, một thỏa thuận phức tạp đã được ký kết vào ngày 4 tháng 1 năm 2006. Theo Tổng thống Yushchenko và Yekhanurov, đó là một sự thỏa hiệp.
Tuy nhiên, quốc hội Ukraina không hài lòng với thỏa thuận này và đã thông qua cuộc bỏ phiếu bất tín nhiệm vào ngày 10 tháng 1 năm 2006. Nhưng Tổng thống Yuschenko "nhanh chóng bác bỏ cuộc bỏ phiếu và coi nó là một chiêu trò công khai của phe đối lập". Yekhanurov tiếp tục thực hiện nhiệm vụ của mình cho đến khi Verkhovna Rada mới được bầu đã họp và chiếm đa số vào tháng Bảy. Ông đã được kế nhiệm bởi Viktor Yanukovych.